# Coagulometro
Il coagulometro è un analizzatore, manuale o automatico, che permette lo studio in vitro dei parametri della coagulazione del sangue e della fibrinolisi.
Fa parte della dotazione essenziale del laboratorio di analisi cliniche per la diagnosi delle malattie ematiche, dei difetti coagulativi, del monitoraggio della terapia anticoagulante orale (TAO) e del rischio operatorio.

## Principi di funzionamento
Il coagulometro può, nella sua forma più semplice, essere immaginato come un cronometro comandato da uno spettrofotometro che, attraverso soglie di start / stop gestite da algoritmi specifici, determina la misura dell'analita in esame.
Una parte di plasma citratato e preventivamente centrifugato, viene unito con specifici reattivi fino a che, con sistemi ottici o meccanici, viene rilevata la formazione del coagulo (test coagulativi) o una variazione colorimetrica (test cromogenici). Il sistema ottico provvede ad acquisire i dati grezzi che poi successivamente un software specifico analizza estrapollando i risultati strumentali.

## Tipi di Coagulometro
Secondo la loro destinazione d'uso principale, i coagulometri possono essere divisi in: 
- portatili
- manuali
- automatici

Coagulometro portatile
Sono strumenti aventi caratteristiche di buona trasportabilità, piccoli, leggeri, in grado eseguire un piccolo pannello di test o addirittura solamente la determinazione dell'INR per il controllo domiciliare della terapia anticoagulante orale. Sono gereralmente dotati di cartucce monuouso contenenti i reagenti e quanto serve per il funzionamento strumentale, al quale uso può essere istruito direttamente il paziente / utilizzatore. Funzionano generalmente con batteria ricaricabile o piccolo alimentatore di rete esterno.
Coagulometro manuale
Caratteristica dei primi coagulometri apparsi sul mercato, è costituito dal solo lettore nel quale le dispensazioni di plasma e reagenti / diluenti vengono eseguite tramite pipettamento manuale dell'operatore: lo strumento fornisce seguentemente i risultati generalmente espressi in unità di tempo.
Coagulometro automatico
Dotato di sistemi automatici di pipettamento / diluizione, ha generalmente un'alta cadenza analitica, un sistema di riconoscimento dei campioni da analizzare tramite codice a barre, unità di lettura evolute capaci di eseguire test coagulativi, cromogenici, immunoenzimatici e, in sistemi di ultima generazione, in chemiluminescenza e PCR in tempo reale, sistemi di stoccaggio dei reattivi raffreddati a bordo e sono strumenti generalmente gestiti da software specifici. Possono configurarsi come strumenti da banco, carrellati o inseriti in sistemi automatizzati di gestione dei campioni (catene).

## Test
I test che normalmente, un moderno coagulometro, è in grado di eseguire sono i seguenti:
- Tempo di protrombina (PT) (o Tempo di protrombina) - attività
- Tempo di tromboplastina parziale attivato (APTT) - tempo
- Tempo di trombina (TT) - attività
- Antitrombina (o Antitrombina III) - determinazione quantitativa
- Fibrinogeno con metodi derivati o Clauss - determinazione quantitativa
- Fattori della coagulazione: II, V, VII, VIII, IX, X, XI, XII, XIII, VWF - attività
- Dimero (o D-Dimero) - determinazione quantitativa
- Proteina C e Proteina S - attività

Altri test esistenti ma, data la loro particolarità e specificità, meno diffusi:
- Plasminogeno
- Proteina C-reattiva (APC Resistance)
- Fattore tissutale (TF)
- Omocisteina
- HIT

## Case produttrici
Tra i principali produttori di coagulometri automatici per il laboratorio vi sono (in ordine alfabetico):
- Instrumentation Laboratory
- Ortho Clinical Diagnostics
- Roche
- Siemens (che ha acquisito le divisioni diagnostiche di Bayer e Dade Behring)
- Stago